# Partenias
Los partenias o partenios (griego antiguo οἱ Παρθενίαι, hoi Partheníai, literalmente «hijos de vírgenes», es decir de chicas jóvenes no casadas) fueron en la Antigua Grecia una clase de la población espartiata de rango inferior, quienes según las fuentes griegas partieron para fundar la ciudad de Tarento en la Magna Grecia, en la región actual de Apulia, en Italia. Se trata, pues, de los jóvenes nacidos fuera de matrimonio durante la primera guerra mesenia y que dan nombre a la revuelta de los partenias (708-706 a. C.), según la tradición recogida por los antiguos historiadores griegos.

## Origen de los partenias

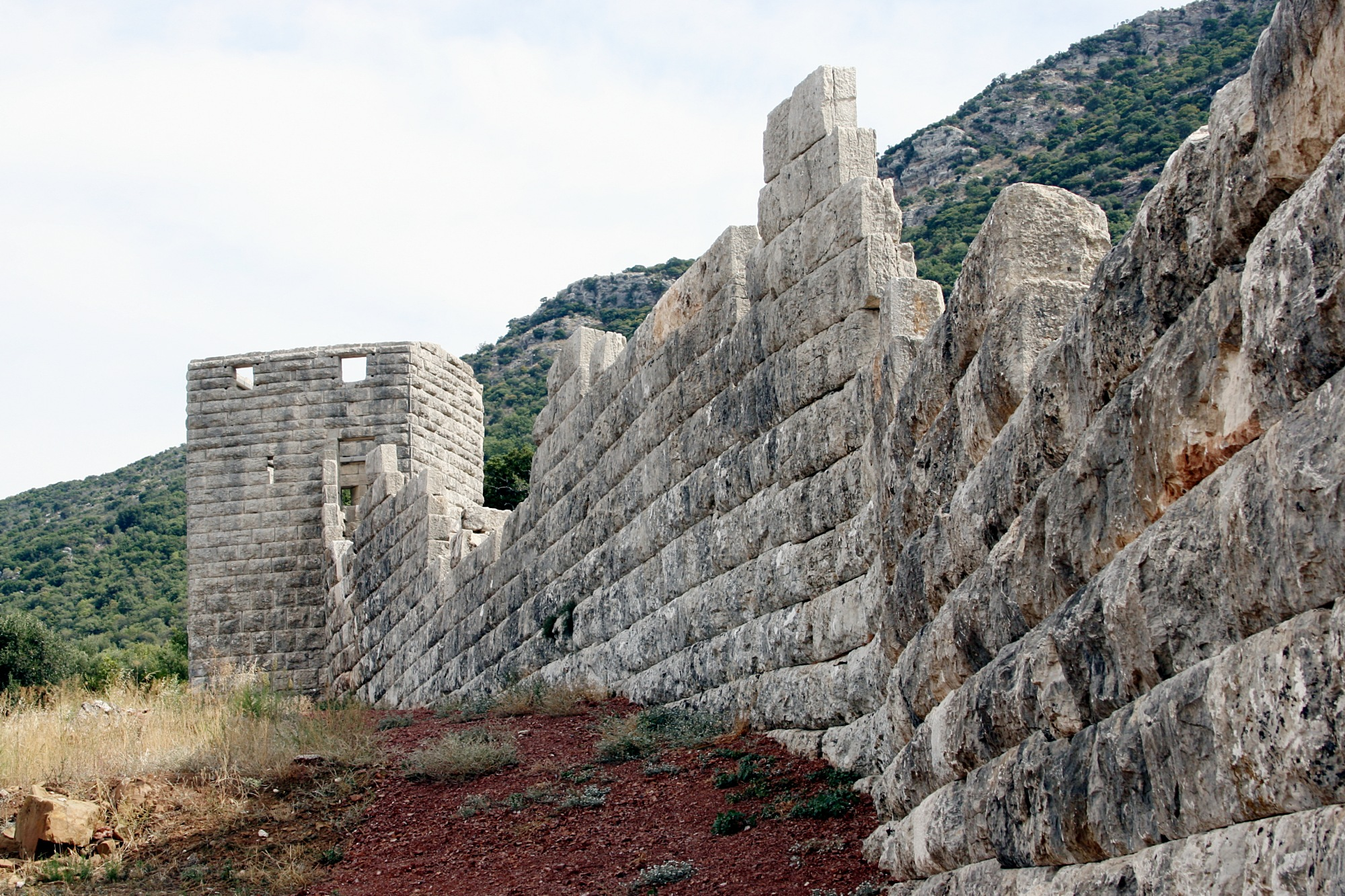
Murallas de la ciudad de Mesene, capital de la antigua región de Mesenia.

Al menos, tres fuentes históricas distintas relatan su origen. La más antigua corresponde a Antíoco de Siracusa (contemporáneo de Tucídides, y citado por Estrabón), según la cual, durante la primera guerra mesenia (finales del siglo VIII a. C.), hubieron tildado de cobardes a aquellos que no habían combatido, y a su descendencia. Antíoco refiere que, «durante la guerra de Mesenia, los lacedemonios que no habían tomado parte en la campaña fueron convertidos por ley en esclavos y recibieron el nombre de hilotas, en tanto que a todos aquellos niños que habían nacido durante la expedición, se les llamaba partenias y se decretó la privación de sus derechos ciudadanos». (Sobre el particular, véase atimia)
Los partenias fueron, por lo tanto, los primeros tresantes (temblorosos), categoría que agrupaba a los cobardes y a los que habían sido excluidos de la comunidad de los Homoioi, «los Iguales». Más adelante, los partenias se habrían conjurado contra los Iguales y, descubiertos, habrían sido expulsados de Esparta, de donde partieron para la fundación citada supra. Su establecimiento en Tarento —no desmentida por la arqueología— se ha datado, tradicionalmente, en el año 706 a. C. Véase infra, la sección sobre los detalles de la Revuelta de los partenias relatada por Estrabón. 
Estrabón, cuyo testimonio recoge el de Éforo de Cumas (siglo IV a. C.), es opuesto al de Antíoco, citado también por Polibio (Historias, xii.6b.5), Justino (III, 4, 3) y Dionisio de Halicarnaso (XIX, 2–4). Según este último, los espartiatas juraron, durante la citada guerra, no volver a casa hasta que no lograran la victoria. La guerra se eternizaba y la demografía de Esparta estaba amenazada (oligantropía), por lo que los espartiatas repatriaron a los guerreros que no habían prestado juramento. Les ordenaron unirse con todas las chicas jóvenes. Los niños que nacieron de estas uniones fueron designados con el nombre de partenias.
Por último, la tercera tradición mencionada por Mario Servio Honorato o también por los Heráclidas, dice que los partenias eran bastardos nacidos de las uniones de mujeres espartiatas durante las guerras de Mesenia, con sus esclavos. Esta información es idéntica a la narración del origen de los locrios de la Magna Grecia.
Existen variantes a estas tres tradiciones: por ejemplo, Mario Servio Honorato, durante la narración de la segunda tradición, los califica de padres de esclavos. Aristóteles parece adherirse a la primera tradición: cuando fue descubierto el complot fueron enviados a Tarento. Precisa que los partenias «son descendientes de los Iguales» (ἐκ τῶν ὁμοίων), pero la expresión no está clara. Parece que para Aristóteles fueran inferiores dentro de la clase política de los homoioi, sin que se sepa la razón que, por otra parte, no esgrime. El mismo motivo de la conjura no está aclarado en las fuentes. El historiador Paul Cartledge sugiere que el reparto de lotes de tierras (los kleros) de Mesenia habría podido ser desigual, hecho que habría causado su descontento. Finalmente, Justino y Diodoro Sículo indican que los hechos tuvieron lugar durante la segunda guerra mesenia (segunda mitad del siglo VII a. C.), y no en la primera. 
En todas estas versiones, el papel de las mujeres es fundamental. Los partenios son en esencia los hijos de las mujeres solteras. Los padres, por su parte, ya fueran cobardes, jóvenes espartiatas o esclavos... en cualquier caso ocupaban en la polis un lugar marginal. Su mundo era, según, Pierre Vidal-Naquet, un «mundo invertido ».

## Revuelta de los partenias
Los hijos de los espartiatas que habían rehuido el combate en la primera guerra mesenia fueron degradados en la escala social. La Apella espartana (asamblea) decretó la privación de sus plenos derechos como Iguales. 
Los partenias formaban un grupo numeroso —Estrabón no precisa la cantidad— y urdieron una conspiración contra los Iguales (los ciudadanos de pleno derecho). A continuación se expone el detalle de los sucesos narrados por este geógrafo griego:

Estos cuando se enteraron de las intenciones de aquellos, les enviaron unos emisarios bajo la aparente forma de un pacto, les tenían que informar de los preparativos de los conspiradores. A la cabeza de ellos estaba Falanto, quien no se mostró demasiado conciliador con los emisarios elegidos por la Asamblea espartana. Los conjurados decidieron llevar a cabo el ataque en el templo de Amicleo, durante la festividad de las Jacintias. La señal para el ataque sería el momento en que Falanto se ciñera su bonete, pues los ciudadanos libres eran reconocibles por su larga caballera. Los emisarios informaron en secreto de las disposiciones tomadas por los conspiradores, y con antelación al comienzo de las fiestas, se adelantó un heraldo proclamando que Falanto tenía prohibido ponerse un bonete. Descubierta la conspiración una parte de los conjurados huyó y otros suplicaron clemencia. Se ordenó ponerlos bajo una estricta custodia. Falanto fue enviado a consultar a la divinidad sobre la fundación de una colonia. Y ésta respondió: Yo te concedo Satirio, habitar las fértiles tierras de Tarento y convertirte en el azote de los yápiges.
Estrabón, op. cit. vi.3.2.

## La fundación de Tarento

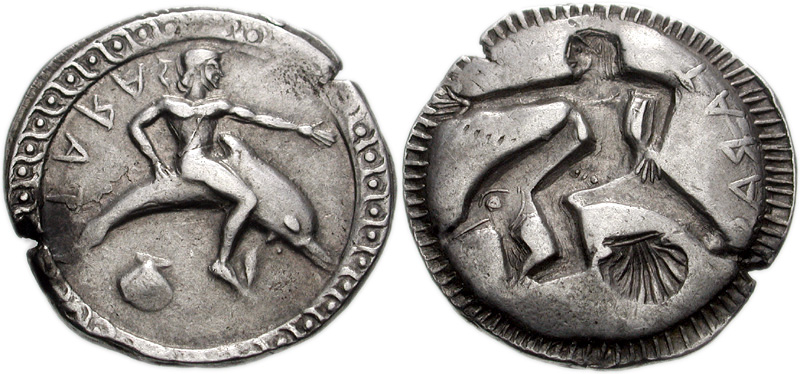
Estatero inciso de Tarento, c. 510-500 a. C.

Muchos autores dan por cierto que los partenias fueron expulsados y que no se les encomendó el objetivo de fundar una  colonia. Aristóteles indica que fueron «enviados a fundar Tarento», conforme a la tradición griega aconsejada por Platón, y que consiste, en caso de problemas políticos, en enviar a los sediciosos a fundar una colonia bien lejos de la metrópoli. O la presencia de los partenias en Esparta causó un verdadero problema, ya fuera debido a un complot, o a su existencia per se, perturbando el cuerpo social y civil. Además, se sabe que los fundadores de Tarento implantaron el culto de Apolo Jacinto (Hyakinthos), tradicionallmente celebrado en Amiclas. Según palabras de Paul Cartledge «un cierto nacionalismo amicleo habría existido entre los partenias», quien además sostiene que la fundación de Tarento fue aprobada por Esparta a posteriori» .
Según el pasaje estraboniano, los partenias fueron conducidos por Falanto, el oikistés («fundador de la ciudad»), conforme al consejo del oráculo de Delfos, como era tradicional en un movimiento de población en aras de una colonización. Según ciertas versiones, el oráculo habría señalado la localización de Satirio, situada a 12 km más allá de Taras. El descubrimiento de cerámica de la época geométrica tardía en Satirio acredita la tesis de una breve etapa en estos lugares antes de la instalación de emigrantes de origen griego de etnia doria en Tarento, que ocuparon una posición geográfica única. El área geográfica ofrecía un puerto bien protegido y con buenas comunicaciones terrestres. Los yapigios, población autóctona, fueron expulsados antes del año 700 a. C., si este suceso puede, de hecho, sustentarse en el descubrimiento de cerámica laconia del geométrico tardío en la acrópolis de la ciudad. Además, los lazos entre Esparta y Tarento fueron muy estrechos. Era la única colonia lacedemonia, sin duda porque la conquista de Mesenia resultó inútil, al menos temporalmente, hasta la búsqueda de nuevas tierras.